# Гейл (кратер)
Кратер Гейл (англ. Gale crater) — ударный кратер на Марсе, названный в честь Уолтера Фредерика Гейла, астронома-любителя, который наблюдал Марс в конце XIX века и описал на нём каналы. Его диаметр — около 154 км, координаты центра — 5°22′ ю. ш. 137°49′ в. д. / 5,37° ю. ш. 137,81° в. д.. Возраст кратера составляет 3,5—3,8 миллиардов лет.

## Особенности

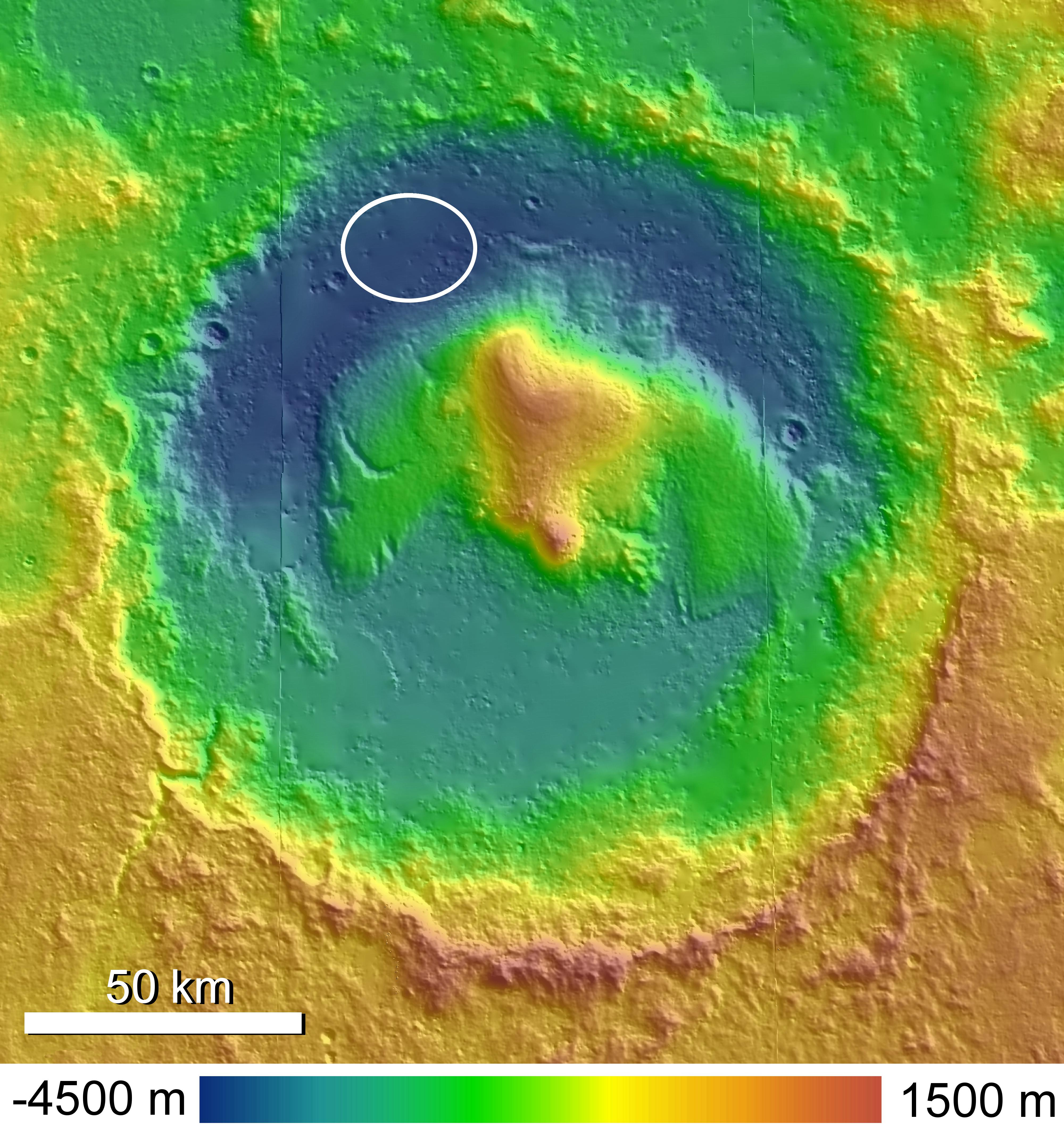
Место посадки Mars Science Laboratory

Кратер Гейла примечателен обширной возвышенностью вокруг центрального пика. Она состоит из слоистого материала и возвышается на 5,5 км над северным дном кратера и 4,5 км над южным дном — чуть выше южной кромки самого кратера. Возможно, породы, составляющие эту возвышенность, накапливались в течение приблизительно 2 миллиардов лет. Происхождение этого объекта не известно, но исследования показывают, что это остаток эродированных осадочных пород, которые когда-то заполняли кратер полностью. Возможно, это озёрные отложения, однако по этому вопросу продолжаются дискуссии. Наблюдения слоистых отложений в верхней части насыпи наводят на мысль об эоловых процессах, а происхождение слоев нижней части остается неясным.

## Исследования
6 августа 2012 года в район кратера успешно совершил посадку марсоход Curiosity Марсианской Научной Лаборатории. Телеметрия была получена в 9:31 МСК. Уже через пять минут получены первые чёрно-белые снимки, на одном из которых видна тень самого марсохода на марсианском грунте.
При изучении изменения гравитационного ускорения марсоходом Curiosity учёным удалось выяснить, что породы в кратере имеют высокую пористость, их плотность внутри кратера Гейла составляет около 1680 ± 180 килограммов на кубический метр.